# 熊文
熊文（1417年—？），字尹奎，江西南昌府新建縣人，民籍。明朝政治人物。進士出身。

## 生平
廣西鄉試第十名。正統七年（1442年）壬戌科會試第八十九名，殿試登進士第三甲第八十一名，除禮科給事中，以憂歸。復起，降山東高唐州判官。

## 家族
曾祖熊升。祖父熊達。父亲熊琛，曾任廣西全州吏目。